# 6819 Макгарві
6819 Макгарві (6819 McGarvey) — астероїд головного поясу, відкритий 14 червня 1983 року.
Тіссеранів параметр щодо Юпітера — 3,582.